# 英镑
英镑（英語：Pound sterling，货币符号：£）是英国法定货币和货币单位名称。英镑主要由英格蘭银行发行，但亦有其他發行機構。最常用於表示英镑的符号是£。国际标准化组织为英镑取的ISO 4217货币代码为GBP（Great British Pound）。
除了英國，今日海外領地的貨幣也以鎊作為單位，與英鎊的匯率固定為1:1。

## 概要

### 法幣地位
由於歷史因素，英國的貨幣法並不統一而且極為複雜。
在英格蘭和威爾斯，英格蘭銀行券為無限法償之法定貨幣，而海峽群島和曼島等各地方政府亦印行與英格蘭銀行券等值之紙幣，亦為當地之法定貨幣。然而在蘇格蘭和北愛爾蘭法例中並無法定貨幣之說，因此所有該兩地紙幣實為英國鑄幣的兌換券。
即使在承認法幣的英格蘭，所謂「法定貨幣」是指當債務人向法院以足額該等貨幣提存時，債權人不得聲請債務人欠債，但對日常交易之幣種則不加限制，因為認為那是合約自由。

#### 硬幣
1英镑等於100新便士。所有硬幣正面皆為英國君主像，背面除鑄有幣值外，在不同行政區所鑄的硬幣鑄有不同的圖案，但不論硬幣於那個行政區鑄造，皆全國通用。
硬幣分為：半便士（於1985年停止流通）、1便士、2便士、5便士、10便士、20便士、50便士、1鎊（鑄造年限不同会有不同的背面印花，但正面君主头像不变）、2鎊、克郎（纪念币，最初面值25便士，自1990年改为5鎊，基本不流通）。

#### 紙幣
英國紙幣分為：1鎊（仅苏格兰）、5鎊、10鎊、20鎊、50鎊和100镑（仅苏格兰和北爱尔兰）。注意根據發行地區的不同，最大最小的面額也有所不同。比如英格蘭銀行所發行的最大紙幣是50鎊，所以100鎊的紙幣一定是由蘇格蘭或者愛爾蘭的銀行所發行的，類似情況有1鎊的紙幣。
所有幣值的英格兰银行紙幣正面皆印有英國君主像、編號及幣值，不同幣值的紙幣背面，則印有不同的英國名人像。
古時候的£1硬幣和10先令都是紙幣，但是已經停止使用。
国际上通常只承认英格兰银行发行的英镑钞票，苏格兰、北爱尔兰等地发行的英镑钞票在英国（包括英国海外属地和王室领地）之外基本无法兑换成当地货币。而苏格兰和北爱尔兰的銀行印鈔票時，必須在英格蘭銀行存入等額的英鎊現鈔，以確保幣值與英格蘭相等。為方便這一程序，英格蘭銀行有僅在內部流通的1百萬和1億鎊大額鈔票。

## 发行机构
- 英格兰 和  
  - 英格兰银行
- 苏格兰
  - 苏格兰银行
  - 蘇格蘭皇家銀行
  - 克萊茲戴爾銀行
- 北爱尔兰
  - 愛爾蘭銀行
  - 愛爾蘭聯合銀行
  - 丹斯克銀行
  - 阿爾斯特銀行
- 根西政府
- 澤西政府
- 马恩岛政府

## 历史

### 舊英鎊（LSD或£sd）
1971年未进行币值十进位制之前，1英镑等于20先令，而1先令又等于12便士。换言之，1英镑等于240便士。
當時的硬幣分為（便士皆為舊便士）：
| 幣名                   | 中文   | 備註 |
| ---------------------- | ------ | --- |
| Farthing               | 一花星 | 一便士的四分之一，最後一次鑄造是1956年，1960年停止流通                                                       |
| Half Penny             | 半便士 | 一便士的二分之一，最後一次鑄造是1967年，1969年8月1日停止流通                                                 |
| One Penny              | 一便士 | 最後一次鑄造是1967年，1971年8月31日停止流通                                                                  |
| Three Pence            | 三便士 | 即四分之一先令，最後一次鑄造是1967年，1971年8月31日停止流通                                                  |
| Six Pence              | 六便士 | 即半先令，最後一次鑄造是1967年，1980年6月停止流通                                                            |
| One Shilling           | 一先令 | 最後一次鑄造是1967年，1971年進行幣值十進位制後可當5新便士使用，1990年末與舊版本的新5便士硬幣停止流通         |
| Two Shillings (Florin) | 二先令 | 最後一次鑄造是1967年，1971年進行幣值十進位制後可當10個新便士使用，1993年7月1日與舊版本的新10便士硬幣停止流通 |
| Half Crown             | 半克郎 | 即二先令六便士，最後一次鑄造是1967年，1970年停止流通                                                         |
| Crown                  | 一克郎 | 即五先令，最後一次鑄造是1965年，1970年停止流通                                                               |

### 價值
英鎊幣值是在英格蘭於800年採用加洛林貨幣體系後開始出現。以下是1816年以前以白銀或黃金計算的其價值變化。
| 年份 | 白銀    | 白銀      | 黃金      | 黃金         |
| 年份 | 克      | 金衡盎司  | 克        | 金衡盎司     |
| ---- | ------- | --------- | --------- | ------------ |
| 800  | 349.9 g | 11.25 ozt | –         | –            |
| 1158 | 323.7 g | 10.41 ozt | –         | –            |
| 1351 | 258.9 g | 8.32 ozt  | 23.21 g   | 0.746 ozt    |
| 1412 | 215.8 g | 6.94 ozt  | 20.89 g   | 0.672 ozt    |
| 1464 | 172.6 g | 5.55 ozt  | 15.47 g   | 0.497 ozt    |
| 1551 | 115.1 g | 3.70 ozt  | 10.31 g   | 0.331 ozt    |
| 1601 | 111.4 g | 3.58 ozt  | 不固定    | 不固定       |
| 1717 | 111.4 g | 3.58 ozt  | 7.32238 g | 0.235420 ozt |
| 1816 | –       | –         | 7.32238 g | 0.235420 ozt |

## 外部連結
- 英國硬幣 (目錄和畫廊) （页面存档备份，存于）
- 联合王国的钞票 （页面存档备份，存于） （英文）（德文）
- 纸币的联合王国 (苏格兰) （页面存档备份，存于） （英文）（德文）
- 纸币的联合王国 (北爱尔兰) （页面存档备份，存于） （英文）（德文）
- 英鎊/美金 外匯圖表 （页面存档备份，存于）